# 京都市立桂東小学校
京都市立桂東小学校（きょうとしりつ かつらひがししょうがっこう）は、京都府京都市西京区にある公立小学校。

## 沿革
- 1968年9月 - 府立女専跡に京都市立桂小学校東分校が設置される。
- 1969年 - 東分校が独立校化し、開校。
- 1973年7月 - 校歌制定。

## 通学区域
- 京都市西京区
  - 桂浅原町、桂朝日町、桂市ノ前町、桂稲荷山町、桂春日町、桂上豆田町（阪急京都線以東）、桂北滝川町、桂木ノ下町、桂後水町（阪急京都線以東）、桂芝ノ下町、桂清水町、桂下豆田町（阪急京都線以東）、桂滝川町、桂西滝川町、桂野里町（阪急京都線以東）、桂久方町（阪急京都線以東）、桂御園、桂南滝川町（27，28 番地及び53，54，56番地の一部を除く）、下津林東大般若町（1，36～39，40番地）、徳大寺清水町（阪急京都線以東）

卒業生は基本的に京都市立桂川中学校に進学する。

## 周辺
- 京都府道142号沓掛西大路五条線（旧山陰街道）

隣接校の京都市立川岡小学校までは、300mしか離れていない。

## 交通
- 阪急京都線 桂駅から東へ400m

## 通学区域が隣接している学校
- 京都市立川岡東小学校
- 京都市立川岡小学校
- 京都市立桂小学校
- 京都市立桂徳小学校
- 京都市立西京極西小学校
- 京都市立祥豊小学校

## 出身者
- 小杉竜一（ブラックマヨネーズ）